# Montferrier-sur-Lez
Pour les articles homonymes, voir Montferrier (homonymie).
Montferrier-sur-Lez [mɔ̃fɛʁje syʁ lɛz]  (en occitan Montferrièr de Les [muntfe'rjɛ de lɛs]) est une commune française située dans l'est du département de l'Hérault en région Occitanie en périphérie de Montpellier.
Exposée à un climat méditerranéen, elle est drainée par le Lez, la Lironde et par deux autres cours d'eau. La commune possède un patrimoine naturel remarquable : un site Natura 2000 (« le Lez ») et une zone naturelle d'intérêt écologique, faunistique et floristique.
Ses habitants sont appelés les Montferrierains. Cette commune, anciennement appelée simplement Monferrier prend le nom de Montferrier-sur-Lez par décret du 13 mai 1935.
Montferrier-sur-Lez est une commune urbaine qui compte 4 117 habitants en 2022, après avoir connu une forte hausse de la population depuis 1962. Elle est dans l'agglomération de Montpellier et fait partie de l'aire d'attraction de Montpellier. Ses habitants sont appelés les Montferrierains ou  Montferrieraines.

## Géographie
Le vieux village de Montferrier est érigé au sommet d'une colline à pic de 150 mètres, vestige d'un volcan éteint. Les maisons du village ainsi que le reste des fortifications sont construits de pierres basaltiques qui expliquent sa couleur gris fer.
Le village est situé à 7 kilomètres de Montpellier, au milieu des pins, des oliviers et des buissons de la garrigue.

### Communes limitrophes
Les communes limitrophes sont  Clapiers, Montpellier, Prades-le-Lez et Saint-Clément-de-Rivière.
| Les Matelles (8.26 / 11,68 km) Saint-Gély-du-Fesc (5.38 / 8,24 km) Combaillaux (6.66 / 11,76 km)                  | Prades-le-Lez (3.49 / 4,70 km) | Assas (4.99 / 8,84 km) Teyran (5.42 / 9,77 km) Castries (10.18 / 14,93 km)                      |
| Vailhauquès (11.62 / 22,21 km) La Boissière (17.49 / 27,09 km)                                                    | Montferrier-sur-Lez            | Valergues (16.13 / 23,27 km) Saint-Brès (13.60 / 18,75 km)                                      |
| Montarnaud (13.25 / 23,38 km) Grabels (5.64 / 7,61 km) Montpellier (Quartier La Paillade-Mosson) (6.08 / 8,47 km) | Montpellier (6.27 / 7,93 km)   | Jacou (4.02 / 6,75 km) Clapiers (2.32 / 4,41 km) Montpellier (Parc de Lunaret) (3.01 / 4,81 km) |

### Climat
Pour des articles plus généraux, voir Climat de l'Occitanie et Climat de l'Hérault.
En 2010, le climat de la commune est de type climat méditerranéen franc, selon une étude s'appuyant sur une série de données couvrant la période 1971-2000. En 2020, Météo-France publie une typologie des climats de la France métropolitaine dans laquelle la commune est exposée à un climat méditerranéen et est dans la région climatique  Provence, Languedoc-Roussillon, caractérisée par une pluviométrie faible en été, un très bon ensoleillement (2 600 h/an), un été chaud (21,5 °C), un air très sec en été, sec en toutes saisons, des vents forts (fréquence de 40 à 50 % de vents > 5 m/s) et peu de brouillards.
Pour la période 1971-2000, la température annuelle moyenne est de 14,2 °C, avec une amplitude thermique annuelle de 16,5 °C. Le cumul annuel moyen de précipitations est de 775 mm, avec 6,2 jours de précipitations en janvier et 3 jours en juillet. Pour la période 1991-2020, la température moyenne annuelle observée sur la station météorologique la plus proche, située sur la commune de Prades-le-Lez à 3 km à vol d'oiseau, est de 14,6 °C et le cumul annuel moyen de précipitations est de 869,7 mm,. Pour l'avenir, les paramètres climatiques de la commune estimés pour 2050 selon différents scénarios d'émission de gaz à effet de serre sont consultables sur un site dédié publié par Météo-France en novembre 2022.

### Milieux naturels et biodiversité

#### Réseau Natura 2000

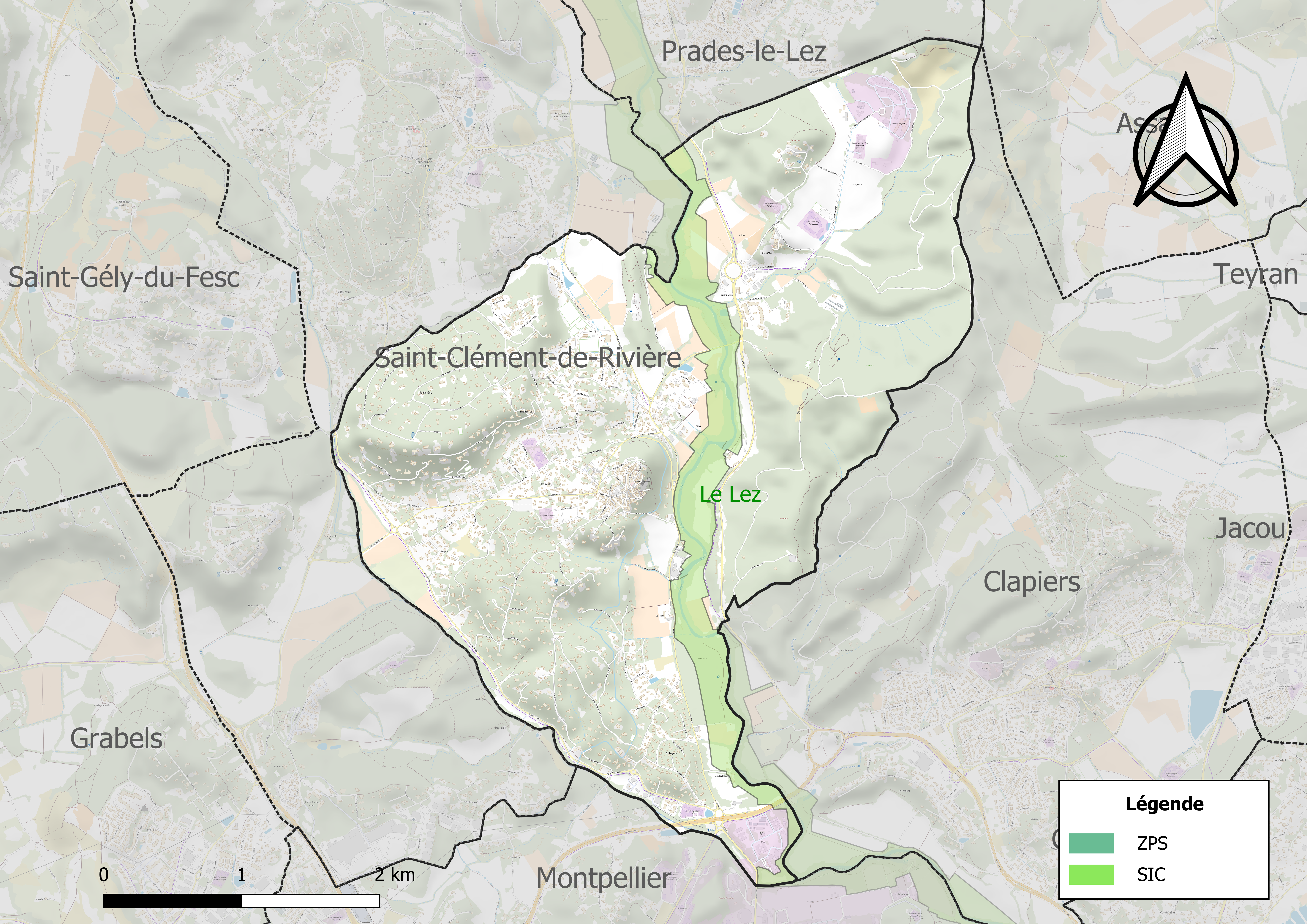
Site Natura 2000 sur le territoire communal.

Le réseau Natura 2000 est un réseau écologique européen de sites naturels d'intérêt écologique élaboré à partir des directives habitats et oiseaux, constitué de zones spéciales de conservation (ZSC) et de zones de protection spéciale (ZPS).
Un site Natura 2000 a été défini sur la commune au titre de la directive habitats : « le Lez », d'une superficie de 239 ha, l'unique site de présence du Chabot endémique, Cottus petiti.

#### Zones naturelles d'intérêt écologique, faunistique et floristique

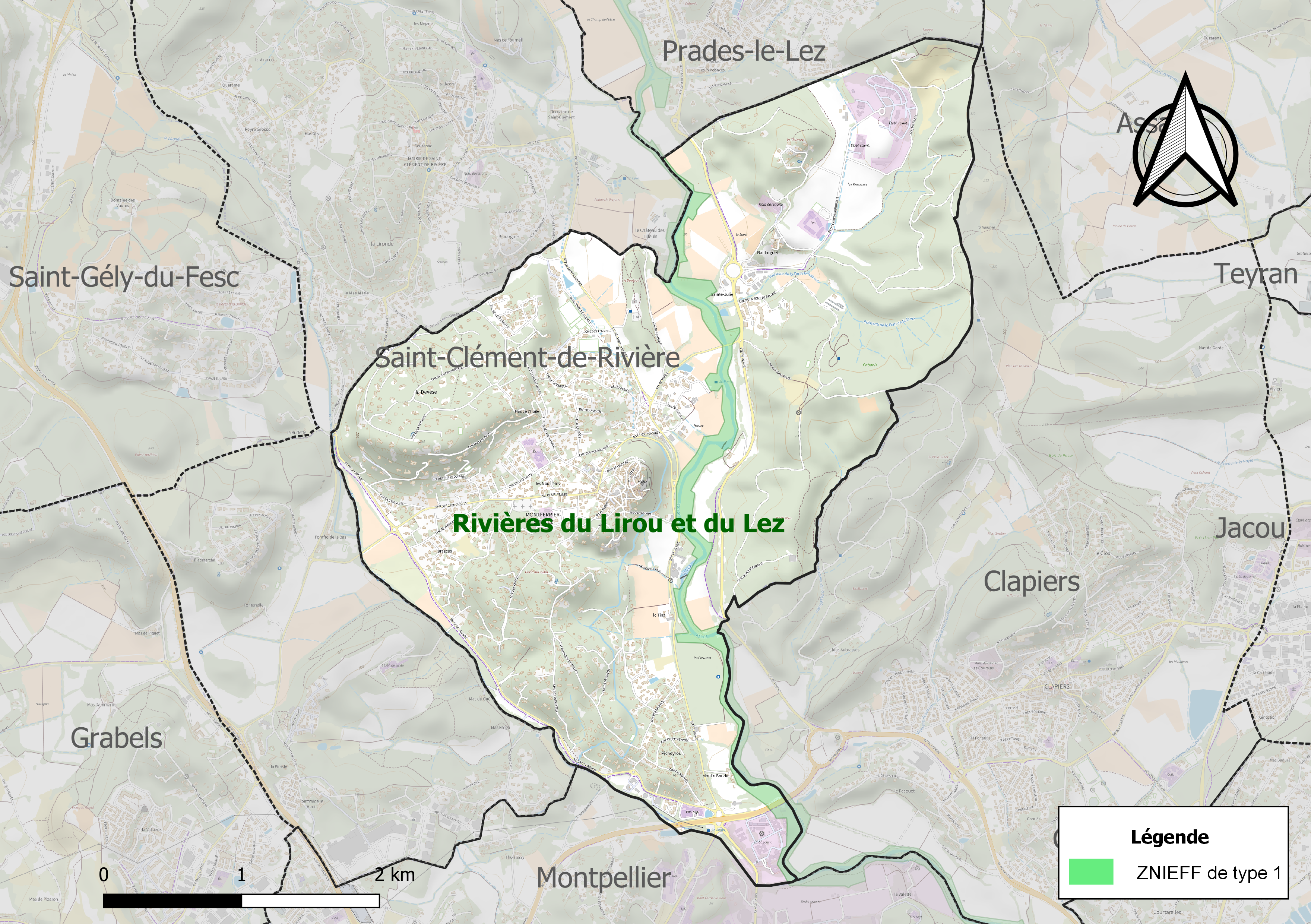
Carte de la ZNIEFF de type 1 localisée sur la commune.

L’inventaire des zones naturelles d'intérêt écologique, faunistique et floristique (ZNIEFF) a pour objectif de réaliser une couverture des zones les plus intéressantes sur le plan écologique, essentiellement dans la perspective d’améliorer la connaissance du patrimoine naturel national et de fournir aux différents décideurs un outil d’aide à la prise en compte de l’environnement dans l’aménagement du territoire.
Une ZNIEFF de type 1 est recensée sur la commune :
les « rivières du Lirou et du Lez » (127 ha), couvrant 7 communes du département.

## Urbanisme

### Typologie
Au 1er janvier 2024, Montferrier-sur-Lez est catégorisée ceinture urbaine, selon la nouvelle grille communale de densité à sept niveaux définie par l'Insee en 2022.
Elle appartient à l'unité urbaine de Montpellier, une agglomération intra-départementale regroupant 22  communes, dont elle est une commune de la banlieue,,. Par ailleurs la commune fait partie de l'aire d'attraction de Montpellier, dont elle est une commune de la couronne,. Cette aire, qui regroupe 161 communes, est catégorisée dans les aires de 700 000 habitants ou plus (hors Paris),.

### Occupation des sols
L'occupation des sols de la commune, telle qu'elle ressort de la base de données européenne d’occupation biophysique des sols Corine Land Cover (CLC), est marquée par l'importance des territoires artificialisés (44,5 % en 2018), en augmentation par rapport à 1990 (37,8 %). La répartition détaillée en 2018 est la suivante : 
zones urbanisées (41,7 %), forêts (26,5 %), cultures permanentes (25,2 %), zones agricoles hétérogènes (2,9 %), zones industrielles ou commerciales et réseaux de communication (2,7 %), milieux à végétation arbustive et/ou herbacée (0,9 %). L'évolution de l’occupation des sols de la commune et de ses infrastructures peut être observée sur les différentes représentations cartographiques du territoire : la carte de Cassini (XVIIIe siècle), la carte d'état-major (1820-1866) et les cartes ou photos aériennes de l'IGN pour la période actuelle (1950 à aujourd'hui).

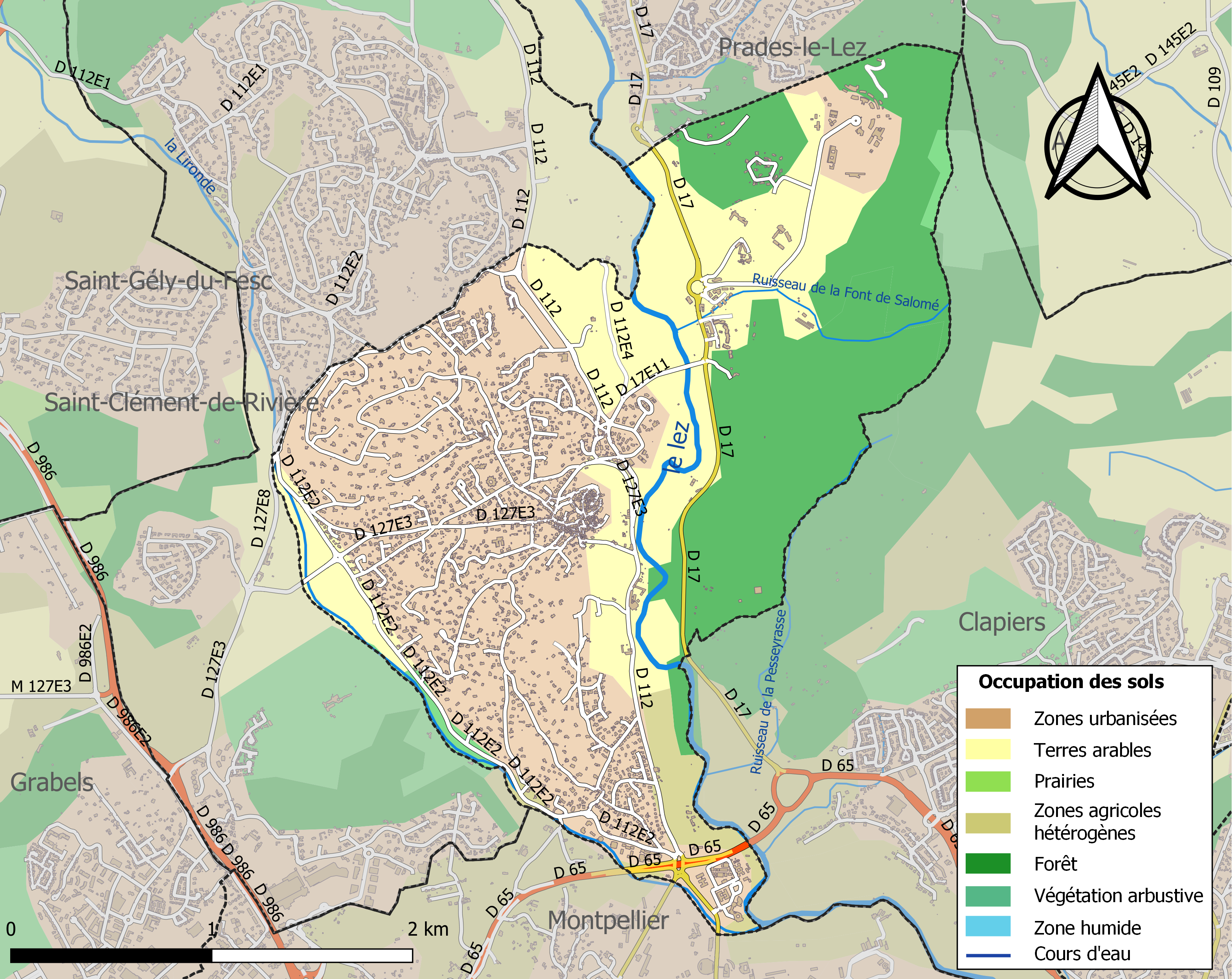
Carte des infrastructures et de l'occupation des sols de la commune en 2018 (CLC).

### Risques majeurs
Le territoire de la commune de Montferrier-sur-Lez est vulnérable à différents aléas naturels : météorologiques (tempête, orage, neige, grand froid, canicule ou sécheresse), inondations, feux de forêts, mouvements de terrains et séisme (sismicité faible). Il est également exposé à un risque technologique, le transport de matières dangereuses. Un site publié par le BRGM permet d'évaluer simplement et rapidement les risques d'un bien localisé soit par son adresse soit par le numéro de sa parcelle.

#### Risques naturels
La commune fait partie du territoire à risques importants d'inondation (TRI) de Montpellier-Lunel-Maugio-Palavas, regroupant 49 communes du bassin de vie de Montpellier et s'étendant sur les départements de l'Hérault et du Gard, un des 31 TRI qui ont été arrêtés fin 2012 sur le bassin Rhône-Méditerranée, retenu au regard des risques de submersions marines et de débordements du Vistre, du Vidourle, du Lez et de la Mosson. Parmi les événements significatifs antérieurs à 2019 qui ont touché le territoire, peuvent être citées les crues de septembre 2002 et de septembre 2003 (Vidourle) et les tempêtes de novembre 1982 et décembre 1997 qui ont touché le littoral. Des cartes des surfaces inondables ont été établies pour trois scénarios : fréquent (crue de temps de retour de 10 ans à 30 ans), moyen (temps de retour de 100 ans à 300 ans) et extrême (temps de retour de l'ordre de 1 000 ans, qui met en défaut tout système de protection). La commune a été reconnue en état de catastrophe naturelle au titre des dommages causés par les inondations et coulées de boue survenues en 1982, 1994, 2001, 2002, 2003, 2005 et 2014,.
Montferrier-sur-Lez est exposée au risque de feu de forêt. Un plan départemental de protection des forêts contre les incendies (PDPFCI) a été approuvé en juin 2013 et court jusqu'en 2022, où il doit être renouvelé. Les mesures individuelles de prévention contre les incendies sont précisées par deux arrêtés préfectoraux et s’appliquent dans les zones exposées aux incendies de forêt et à moins de 200 mètres de celles-ci. L’arrêté du 25 avril 2002 réglemente l'emploi du feu en interdisant notamment d’apporter du feu, de fumer et de jeter des mégots de cigarette dans les espaces sensibles et sur les voies qui les traversent sous peine de sanctions. L'arrêté du 11 mars 2013 rend le débroussaillement obligatoire, incombant au propriétaire ou ayant droit,.

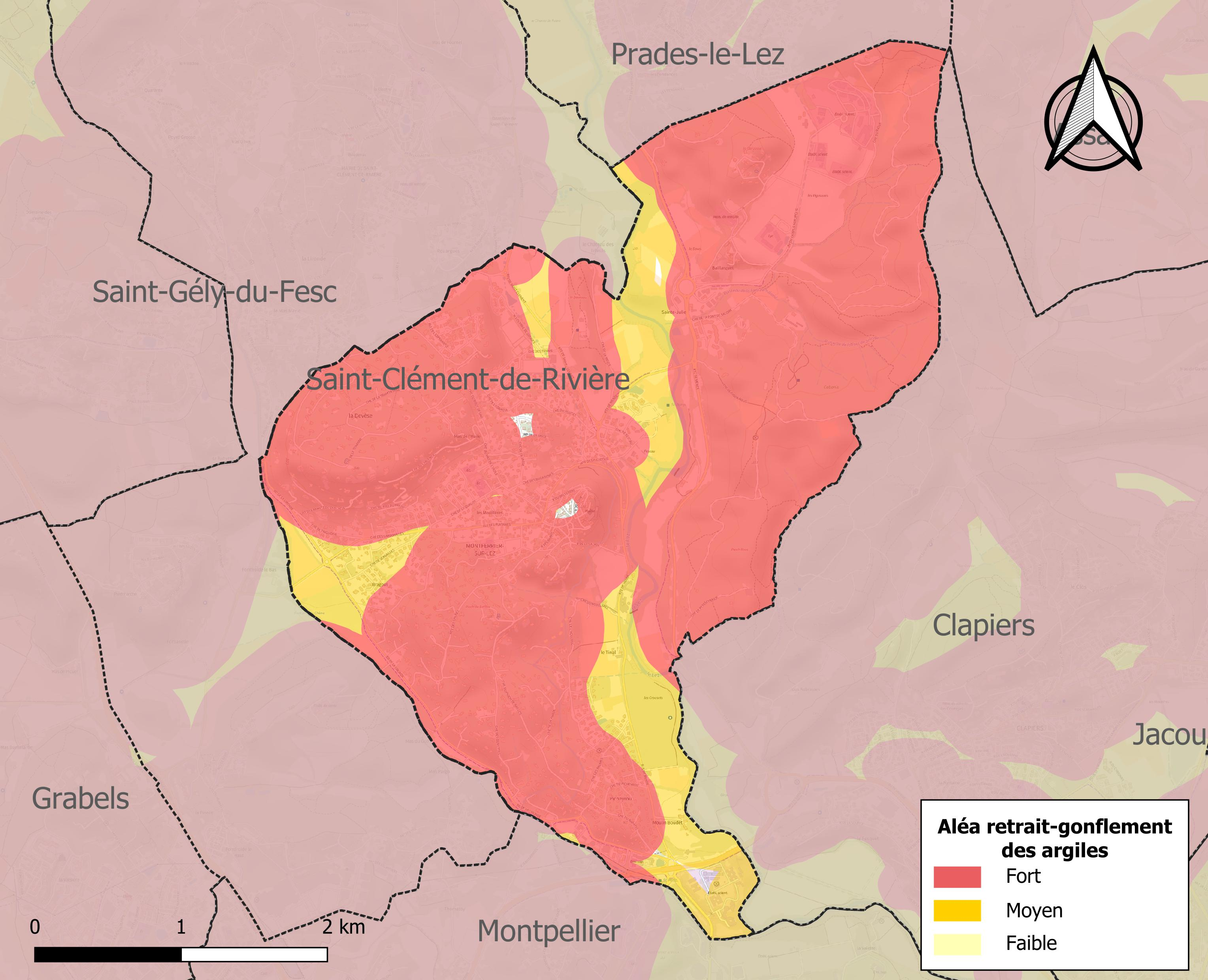
Carte des zones d'aléa retrait-gonflement des sols argileux de Montferrier-sur-Lez.

La commune est vulnérable au risque de mouvements de terrains constitué principalement du retrait-gonflement des sols argileux. Cet aléa est susceptible d'engendrer des dommages importants aux bâtiments en cas d’alternance de périodes de sécheresse et de pluie. 99,6 % de la superficie communale est en aléa moyen ou fort (59,3 % au niveau départemental et 48,5 % au niveau national). Sur les 1 377 bâtiments dénombrés sur la commune en 2019, 1 357 sont en aléa moyen ou fort, soit 99 %, à comparer aux 85 % au niveau départemental et 54 % au niveau national. Une cartographie de l'exposition du territoire national au retrait gonflement des sols argileux est disponible sur le site du BRGM,.
Par ailleurs, afin de mieux appréhender le risque d’affaissement de terrain, l'inventaire national des cavités souterraines permet de localiser celles situées sur la commune.

#### Risques technologiques
Le risque de transport de matières dangereuses sur la commune est lié à sa traversée par des infrastructures routières ou ferroviaires importantes ou la présence d'une canalisation de transport d'hydrocarbures. Un accident se produisant sur de telles infrastructures est susceptible d’avoir des effets graves sur les biens, les personnes ou l'environnement, selon la nature du matériau transporté. Des dispositions d’urbanisme peuvent être préconisées en conséquence.

## Toponymie
Créée en 1790, la commune de Baillarguet est supprimée et rattachée à Montferrier en 1813.
Par décret du 13 mai 1935, Montferrier prend le nom de « Montferrier-sur-Lez ».

## Histoire
Avant la Révolution, le bourg et la commune de Montferrier avec son château étaient un marquisat érigé par lettres patentes royales.
Montferrier absorbe la commune de Baillarguet en 1813.

### Seconde Guerre mondiale
Exactions allemandes

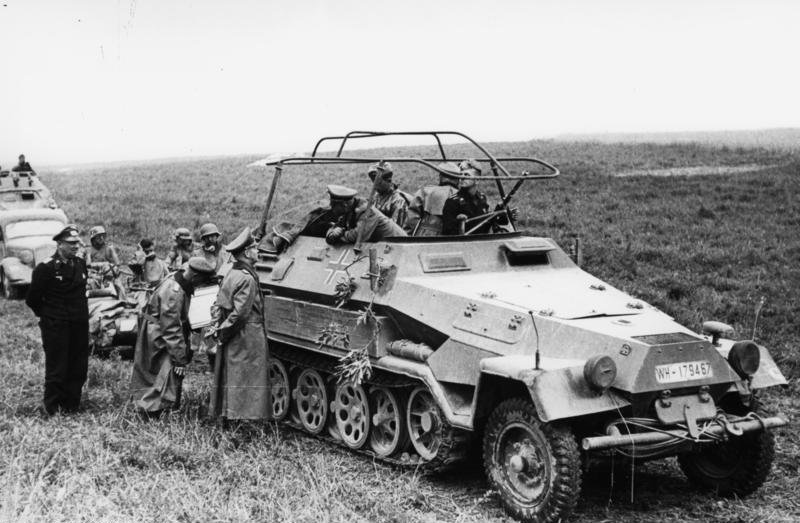
Un véhicule semi-chenillé Sdkfz 251.

Le 24 août 1944, une colonne de véhicules blindés de l'Armée allemande appartenant à la 11e Panzerdivision descend des Cévennes proches et progresse vers la vallée du Rhône à la rencontre de la 1re division française libre qui vient de débarquer en Provence (neuf jours plus tôt : le 15 août 1944).
En chemin vers 18 h à Montferrier-sur-Lez, un barrage allemands oblige les résistants (FTPF) André Thibal (38 ans) et Pierre Sutra (39 ans) à l'abandon de leur camion chargé d'armes dissimulées. Les deux hommes seront interceptés et les armes découvertes. En même temps les Allemands avaient interpellé d’autres ouvriers qui revenaient à bicyclette de leur travail. Quatre d’entre eux (Jean Coste, 44 ans ; René Guérin, 36 ans ; Louis Long, 33 ans et Charbonnel, 37 ans) furent retenus car, possesseurs d’un permis de conduire, ils pouvaient être les chauffeurs du camion. Interrogés sur place, molestés, les six hommes, furent fusillés à 20 h contre un mur, à hauteur du carrefour de Fescau. Puis ils furent jetés dans un fossé et recouverts de fumier.
L'anniversaire de ces assassinats est commémoré depuis chaque année par la commune. Une plaque rappelle, sur les lieux du drame, ce crime de guerre de la Wehrmacht.
Bataille de Montferrier
Le lendemain, le 25 août 1944, a lieu la bataille de Montferrier, en préambule à la libération de Montpellier : le commandant François Rouan (dit "Montaigne") qui dirige alors le maquis Bir-Hakeim, et dispose de 900 hommes, décide d'attaquer l'arrière-garde de cette colonne allemande composée de 120 soldats. Les combats dureront sept heures, une vingtaine d'Allemands seront tués et une cinquantaine blessés. La 11e Panzerdivision sera, quelques jours plus tard, durement étrillée et décimée lors de la bataille de Montélimar par la task-force du général Butler.

« C'était la veille de la bataille de Montferrier. Le 24 août 1944, vers 16 h, un long convoi de véhicules blindés légers traverse le village. Descendu du Limousin, passé par l'Aveyron, il emprunte les routes secondaires, sous couvert des platanes, pour se protéger des attaques incessantes de la chasse alliée. Cette colonne allemande appartenait à la XIe division de panzers faisant partie de la 19e armée sous les ordres du général Friedrich Wiese.
Vers 18 h, route de Mende, les soldats de tête arrêtent cinq cyclistes et un camion venant de la distillerie. Comme beaucoup d'autres, ces hommes vont devenir des victimes innocentes de la folie guerrière. Alors qu'ils ne demandaient qu'à rentrer chez eux, tout près de là. Ils n'ont évidemment rien à se reprocher, si ce n'est d'être là où il ne faut pas, au mauvais moment.
Durant deux heures, ces patriotes sont humiliés, demeurent aux mains des Allemands mais espèrent qu'ils auront la vie sauve. Hélas, à l'heure où les villes du Sud sont libérées les unes après les autres, les Allemands en fuite continuent de faire des exemples çà et là. Sans raison.
Vers 20 h, les six otages sont froidement exécutés. Cette scène effroyable se déroule au bord de la route, à hauteur du carrefour de Fescau, contre le mur du bâtiment situé en face de l'actuelle boulangerie »

.

### XXIesiècle
Agression à la maison de retraite des missions africaines
Le 25 novembre 2016, vers minuit, un homme fait irruption dans une maison de retraite pour missionnaires au Baillarguet, armé d'une arme blanche, il bâillonne une aide soignante et poignarde à mort une lingère. Il s'ensuit une traque d'une durée de vingt heures à l'issue de laquelle le suspect est interpellé.

### Héraldique
| Blason de Montferrier-sur-Lez | Blason  | D'or à trois fers à cheval de gueules.           |
| Blason de Montferrier-sur-Lez | Détails | Le statut officiel du blason reste à déterminer. |

## Politique et administration

### Liste des maires
| Période                                  | Période   | Identité               | Étiquette   | Qualité      |
| ---------------------------------------- | --------- | ---------------------- | ----------- | ------------ |
| 1807                                     | 1813      | Jacques Chazette       |             |              |
| 1813                                     | 1817      | Louis Sevène           |             |              |
| 1817                                     | 1821      | Jacques Chazette       |             |              |
| 1821                                     | 1834      | Antoine Gibili         |             |              |
| 1834                                     | 1838      | Jérôme Hérand          |             |              |
| 1838                                     | 1847      | Antoine Birouste       |             |              |
| 1847                                     | 1851      | Jacques Fournel        |             |              |
| 1851                                     | 1852      | Noël Durand            |             |              |
| 1852                                     | 1855      | Jacques Fournel        |             |              |
| 1855                                     | 1856      | Pierre Daude           |             |              |
| 1856                                     | 1863      | Denis Dourlan          |             |              |
| 1863                                     | 1867      | Léon Jouvenel          |             |              |
| 1867                                     | 1881      | Joseph Louis Castelnau |             |              |
| 1881                                     | 1884      | Jean-Paul Boutou       |             |              |
| 1884                                     | 1898      | Jean Joachim Boutou    |             |              |
| 1898                                     | 1913      | Jacques Brousse        |             |              |
| 1913                                     | 1925      | Frédéric Bonnaud       |             | Propriétaire |
| Les données manquantes sont à compléter. |           |                        |             |              |
| 1947                                     | 1953      | Pierre Calvas          |             |              |
| 1953                                     | 1965      | Jacques Chabaud        |             |              |
| 1965                                     | mars 1983 | Marc Seguin            |             |              |
| mars 1983                                | mars 1989 | Bernard Tourrière      | PS          |              |
| mars 1989                                | juin 1995 | Gérard Smolinski       | RPR         |              |
| juin 1995                                | juin 2020 | Michel Fraysse         | UMP puis LR | Agriculteur  |
| juin 2020                                | En cours  | Brigitte Devoisselle,  | DVD         | Pharmacienne |

## Démographie
La commune avait un peu moins de 700 habitants dans les années 1930. Sa croissance est postérieure à 1965. La population a atteint 2 000 habitants en 1982, 3 000 en 1997. Elle a gagné 146 habitants de 1999 à 2004.

L'évolution du nombre d'habitants est connue à travers les recensements de la population effectués dans la commune depuis 1793. Pour les communes de moins de 10 000 habitants, une enquête de recensement portant sur toute la population est réalisée tous les cinq ans, les populations de référence des années intermédiaires étant quant à elles estimées par interpolation ou extrapolation. Pour la commune, le premier recensement exhaustif entrant dans le cadre du nouveau dispositif a été réalisé en 2004.

En 2022, la commune comptait 4 117 habitants, en évolution de +14,42 % par rapport à 2016 (Hérault : +7,49 %, France hors Mayotte : +2,11 %).
| 1793 | 1800 | 1806 | 1821 | 1831 | 1836 | 1841 | 1846 | 1851 |
| ---- | ---- | ---- | ---- | ---- | ---- | ---- | ---- | ---- |
| 273  | 313  | 362  | 440  | 506  | 512  | 579  | 655  | 609  |

| 1856 | 1861 | 1866 | 1872 | 1876 | 1881 | 1886 | 1891 | 1896 |
| ---- | ---- | ---- | ---- | ---- | ---- | ---- | ---- | ---- |
| 656  | 510  | 632  | 685  | 663  | 629  | 569  | 627  | 703  |

| 1901 | 1906 | 1911 | 1921 | 1926 | 1931 | 1936 | 1946 | 1954 |
| ---- | ---- | ---- | ---- | ---- | ---- | ---- | ---- | ---- |
| 710  | 718  | 732  | 700  | 635  | 671  | 645  | 549  | 649  |

| 1962 | 1968  | 1975  | 1982  | 1990  | 1999  | 2004  | 2006  | 2009  |
| ---- | ----- | ----- | ----- | ----- | ----- | ----- | ----- | ----- |
| 751  | 1 105 | 1 684 | 2 015 | 2 670 | 3 292 | 3 441 | 3 472 | 3 376 |

| 2014  | 2019  | 2022  | - | - | - | - | - | - |
| ----- | ----- | ----- | - | - | - | - | - | - |
| 3 532 | 3 960 | 4 117 | - | - | - | - | - | - |

## Économie

### Revenus
En 2018, la commune compte 1 661 ménages fiscaux, regroupant 3 911 personnes. La médiane du revenu disponible par unité de consommation est de 31 210 € (20 330 € dans le département). 71 % des ménages fiscaux sont imposés (45,8 % dans le département).

### Emploi
|                | 2008   | 2013   | 2018  |
| -------------- | ------ | ------ | ----- |
| Commune        | 5,8 %  | 8 %    | 7,3 % |
| Département    | 10,1 % | 11,9 % | 12 %  |
| France entière | 8,3 %  | 10 %   | 10 %  |

En 2018, la population âgée de 15 à 64 ans s'élève à 2 181 personnes, parmi lesquelles on compte 76,2 % d'actifs (68,9 % ayant un emploi et 7,3 % de chômeurs) et 23,8 % d'inactifs,. Depuis 2008, le taux de chômage communal (au sens du recensement) des 15-64 ans est inférieur à celui de la France et du département.
La commune fait partie de la couronne de l'aire d'attraction de Montpellier, du fait qu'au moins 15 % des actifs travaillent dans le pôle,. Elle compte 1 422 emplois en 2018, contre 1 207 en 2013 et 1 054 en 2008. Le nombre d'actifs ayant un emploi résidant dans la commune est de 1 555, soit un indicateur de concentration d'emploi de 91,5 % et un taux d'activité parmi les 15 ans ou plus de 52,8 %.
Sur ces 1 555 actifs de 15 ans ou plus ayant un emploi, 281 travaillent dans la commune, soit 18 % des habitants. Pour se rendre au travail, 81,8 % des habitants utilisent un véhicule personnel ou de fonction à quatre roues, 4,6 % les transports en commun, 9,2 % s'y rendent en deux-roues, à vélo ou à pied et 4,4 % n'ont pas besoin de transport (travail au domicile).

### Activités hors agriculture

#### Secteurs d'activités
521 établissements sont implantés  à Montferrier-sur-Lez au 31 décembre 2019. Le tableau ci-dessous en détaille le nombre par secteur d'activité et compare les ratios avec ceux du département,.
| Secteur d'activité                                                                                        | Commune | Commune | Département |
| Secteur d'activité                                                                                        | Nombre  | %       | %           |
| --- | ------- | ------- | ----------- |
| Ensemble                                                                                                  | 521     | 100 %   | (100 %)     |
| Industrie manufacturière, industries extractives et autres                                                | 21      | 4 %     | (6,7 %)     |
| Construction                                                                                              | 47      | 9 %     | (14,1 %)    |
| Commerce de gros et de détail, transports, hébergement et restauration                                    | 81      | 15,5 %  | (28 %)      |
| Information et communication                                                                              | 27      | 5,2 %   | (3,3 %)     |
| Activités financières et d'assurance                                                                      | 25      | 4,8 %   | (3,2 %)     |
| Activités immobilières                                                                                    | 36      | 6,9 %   | (5,3 %)     |
| Activités spécialisées, scientifiques et techniques et activités de services administratifs et de soutien | 140     | 26,9 %  | (17,1 %)    |
| Administration publique, enseignement, santé humaine et action sociale                                    | 112     | 21,5 %  | (14,2 %)    |
| Autres activités de services                                                                              | 32      | 6,1 %   | (8,1 %)     |

Le secteur des activités spécialisées, scientifiques et techniques et des activités de services administratifs et de soutien est prépondérant sur la commune puisqu'il représente 26,9 % du nombre total d'établissements de la commune (140 sur les 521 entreprises implantées  à Montferrier-sur-Lez), contre 17,1 % au niveau départemental.

#### Entreprises et commerces
Les cinq entreprises ayant leur siège social sur le territoire communal qui génèrent le plus de chiffre d'affaires en 2020 sont : 
- Racines, commerce de gros (commerce interentreprises) alimentaire spécialisé divers (22 698 k€) ;
- Oenobrands SAS, commerce de gros (commerce interentreprises) alimentaire spécialisé divers (10 792 k€) ;
- Linking Talents, activités des sièges sociaux (1 278 k€) ;
- Languedoc Media Promotion - LMP, autres activités de soutien aux entreprises n.c.a. (1 138 k€) ;
- Soc Hoteliere De Montferrier - SHM, hôtels et hébergement similaire (804 k€).

Le campus international de Montferrier-Baillarguet, créé sur la commune en 1992, regroupe en 2012 plus de 500 scientifiques dans le domaine de la recherche agricole et de la biologie fondamentale.
Le CNRS, en partenariat avec le conseil régional de Languedoc-Roussillon et le conseil général de l'Hérault, y a implanté l'ECOTRON, première infrastructure de recherche en écologie du CNRS. La plateforme de recherche expérimentale permet l’étude des écosystèmes, des organismes et de la biodiversité, en réponse à des modifications de l’environnement.
La communauté d'agglomération de Montpellier prévoit de desservir ce secteur en développement, par la ligne 5 de tramway. La ligne desservirait notamment le campus Nord-Montpelliérain qui réunit de nombreuses universités et écoles supérieures ainsi que le CNRS.

### Agriculture
|               | 1988 | 2000 | 2010 | 2020 |
| ------------- | ---- | ---- | ---- | ---- |
| Exploitations | 34   | 21   | 10   | 8    |
| SAU (ha)      | 163  | 310  | 318  | 218  |

La commune est dans le « Soubergues », une petite région agricole occupant le nord-est du département de l'Hérault. En 2020, l'orientation technico-économique de l'agriculture  sur la commune est la polyculture et/ou le polyélevage. Huit exploitations agricoles ayant leur siège dans la commune sont dénombrées lors du recensement agricole de 2020 (34 en 1988). La superficie agricole utilisée est de 218 ha,,.

## Culture locale et patrimoine

### Lieux et monuments

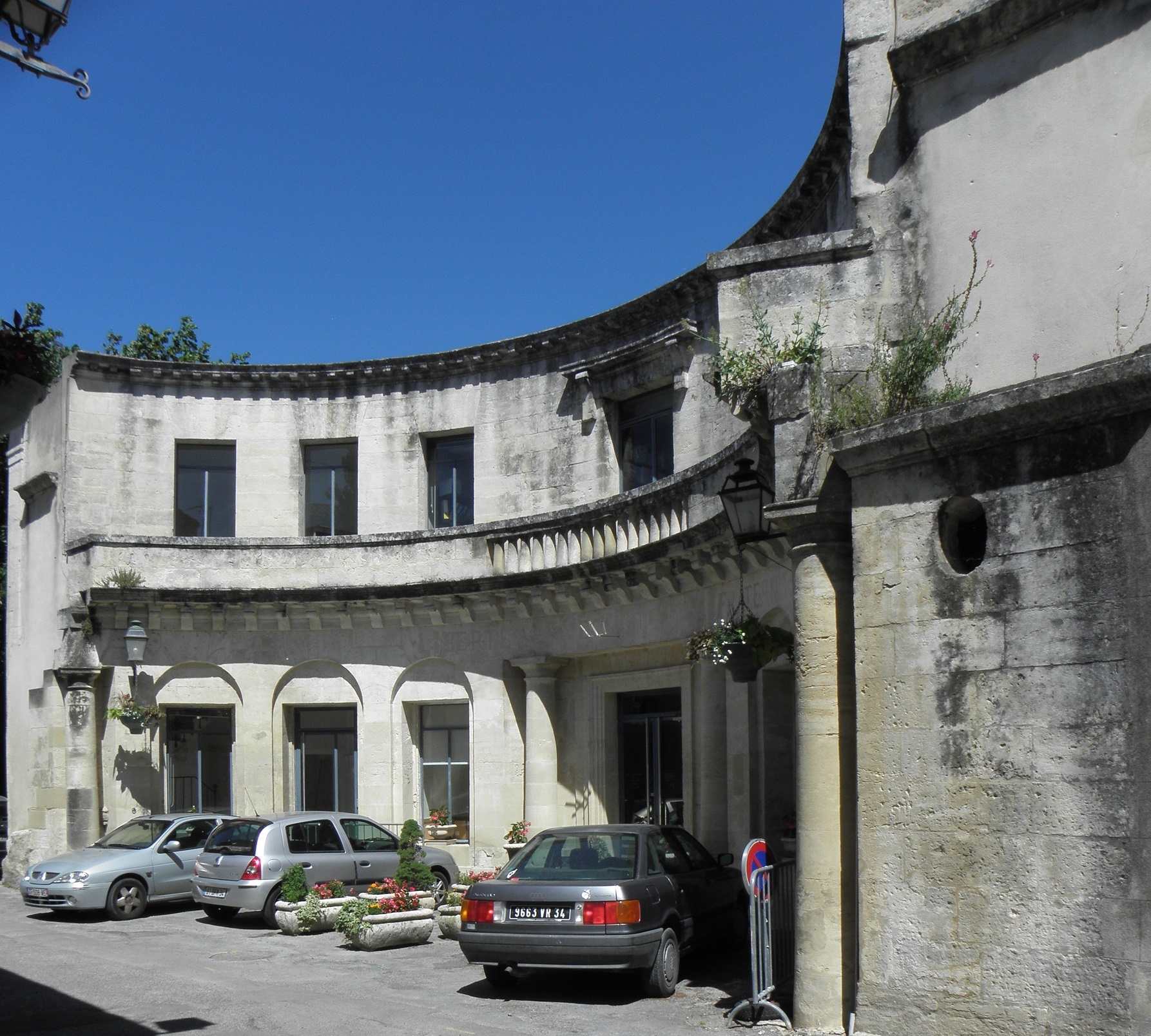
La mairie.

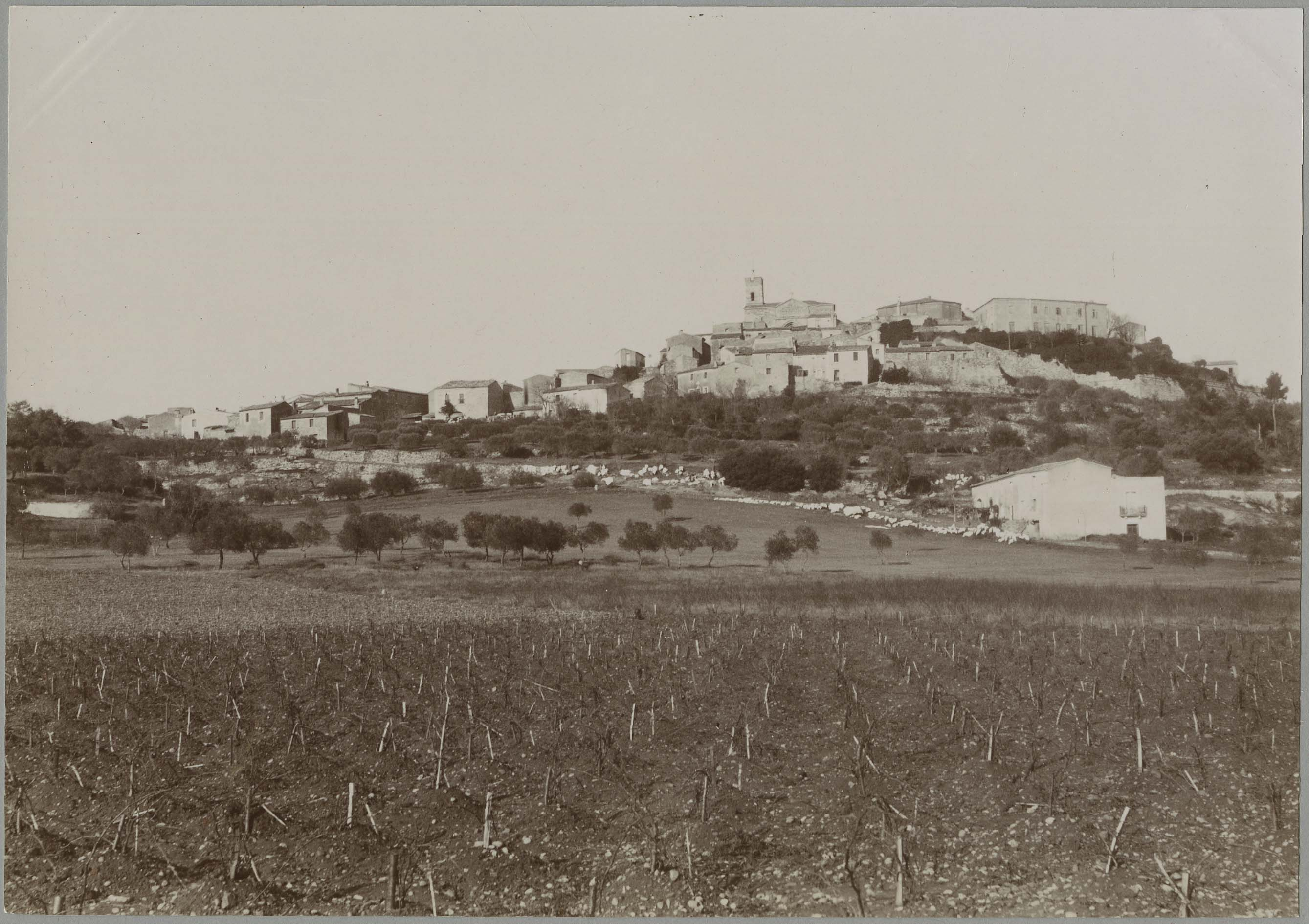
Photographie de Montferrier (1897)

#### Le château
Le château (dont une aile est aujourd'hui occupée par la mairie) est un édifice féodal datant du Xe siècle dont les substructures (les voûtes dans les caves) sont toujours apparentes. Sur ce même site en promontoire, il y avait déjà du temps des Romains une forteresse pour la surveillance mais qui n'était pas régulièrement utilisée. Des traces de poteries romaines ont été découvertes : un dolium (une amphore) et des fragments d'une petite coupelle.
Fief catholique, le château a  subi de nombreuses destructions pendant les guerres de Religion. Des traces de pillage et de dégradations par les protestants ont été révélées. Le château a même été rasé en 1627 lorsqu'à la grâce d'Alès, Richelieu a donné aux protestants la liberté de culte, mais en ordonnant la destruction de toutes les places fortes.
Au XVIIe siècle, Antoine Du Vidal, marquis de Montferrier, gouverneur des États du Languedoc, esthète et amoureux des arts, fait reconstruire le château comme un petit Versailles, avec des arcades plaquées relativement étroites en façade. Il y avait aussi une orangerie et une volière proches des écuries, en face de la mairie actuelle. Une noria en contrebas des jardins montait l'eau alimentant les fontaines qui retombait en cascade de bassin en bassin. Quelques ponts enjambaient le cours d'eau du Lez, on trouve encore les ruines de l'un d'entre eux une centaine de mètres en amont de l'ancienne tannerie.
Jean Antoine Duvidal, 1er Marquis de Montferrier, commande une gravure en 1764 représentant une vue topographique de son château.
Quelques personnes de renom ont séjourné au château à cette époque : Philippe d'Orléans, frère du roi Soleil, mais aussi l'ambassadeur de l'Empire ottoman. C'était une période de richesse extraordinaire. On en retrouve quelques traces avec le lustre en cristal et la somptueuse cheminée dans la salle des fêtes à l'intérieur du château. Comme de nombreuses autres constructions symboles de noblesse, le château a ensuite été détruit pendant la Révolution. Le marquis de Montferrier s'y serait caché en 1792 avec le soutien de la population locale pendant un temps. Puis le château a été pris par les révolutionnaires et déclaré bien national, avant d'être livré au pillage. L'édifice fut vandalisé, détruit à coups de masses et de nombreux documents furent brûlés. Il fut alors laissé à l'abandon.
Une personne l'aurait alors acheté pour sa toiture en plomb qui recueillait l'eau de pluie. Il aurait enlevé tout le plomb pour le revendre, les infiltrations causant ensuite des dommages terribles. Le deuxième acheteur, persuadé que le marquis de Montferrier avait laissé un trésor lorsqu'il avait fui pendant la Révolution, entreprit des recherches dans le château. Il a fait des trous dans toute la structure, laissant les lieux dans un piteux état. Les fenêtres défoncées laissaient pénétrer les ronces qui commençaient à envahir le château. La mairie a finalement acheté le site en l'état, à une date inconnue, entre 1850 et 1860. Il a fallu attendre la seconde moitié du XXe siècle pour voir la restauration enfin débuter. Le château a alors aussi accueilli à l'époque l'école, le presbytère et ensuite le bureau des postes. Mais aujourd'hui encore, le château doit subir les affronts du temps, avec l'effondrement de certains murs de soutènement. Le site n'est pas reconnu monument historique et n'est même pas classé, simplement inscrit à l'inventaire des sites de France et protégé[réf. nécessaire]. Ses terrasses d’où la vue est imprenable, sont d’agréables lieux de promenade et la scène de manifestations culturelles.

#### La rue du four
Elle forme une circulade pas tout à fait complète, l'autre partie de la circulade étant occupée par le château. C'était à l'époque la rue principale du village, avec deux ouvertures : le Grand Portail à côté de l'église, principale entrée dans le village quand on arrivait de Montpellier. À cet endroit se rendaient les arrêts de justice, il y avait les exécutions. Et à l'autre bout de la rue du four, on trouve le Portail Neuf construit après, avec sous le porche, le four communal. C'était là le village, les maisons autour de la circulade servant de fortifications.

#### La maison Masri
La façade de la mairie semi circulaire était à l'époque entière et sa forme ronde était la cour d'honneur du château. En face de la mairie, les écuries furent détruites pour faire place aux maisons actuelles installées de manière rectiligne, brisant le cercle original. Proche de l'église Saint-Étienne, la maison de l'artiste Masri a des décorations extérieures.

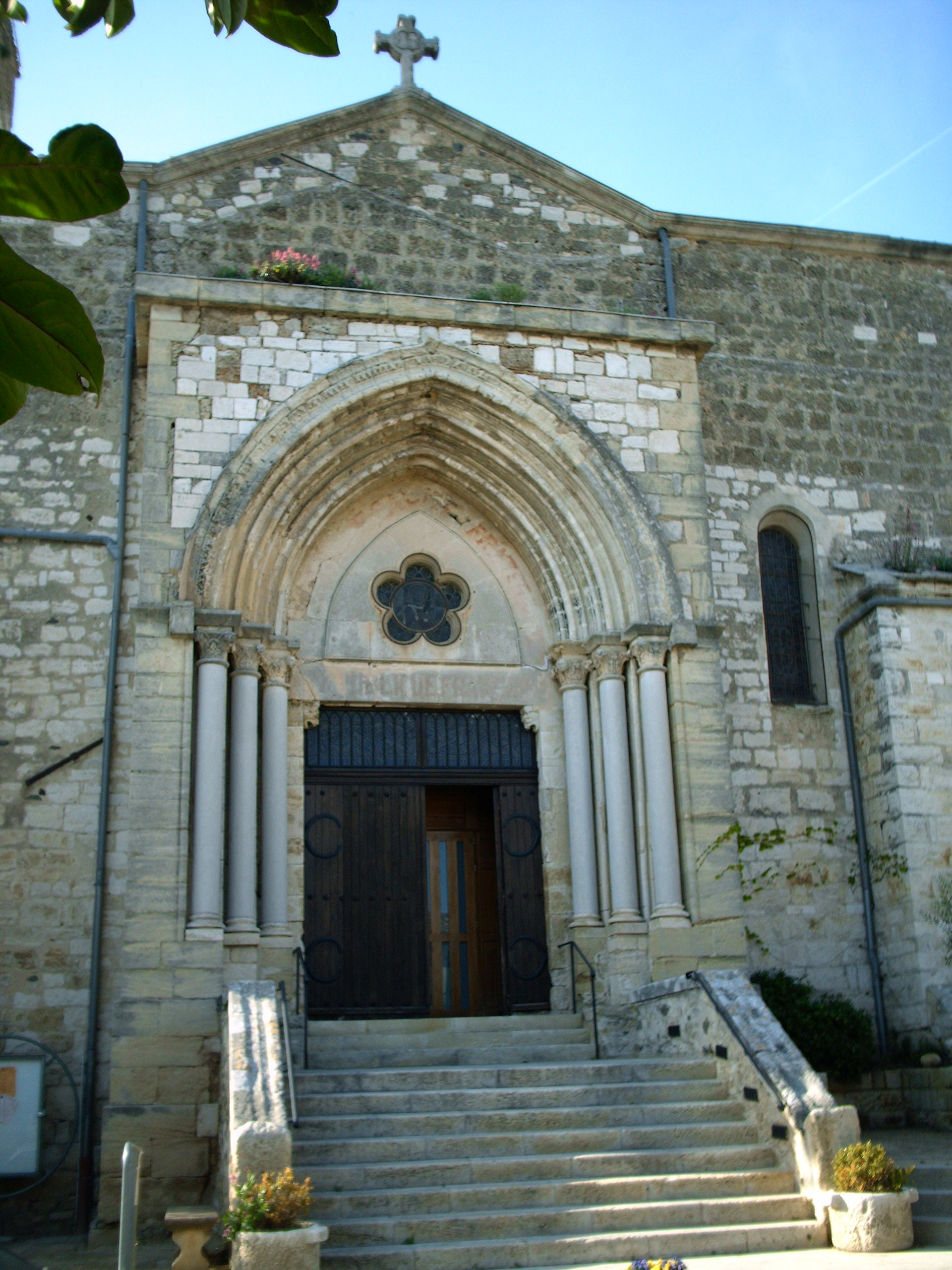
L'église de Montferrier.

#### L'église Saint-Étienne
Située au plus haut du piton rocheux qui accueille le village de Montferrier-sur-Lez, l'église Saint-Étienne appartenait certainement aux évêques de Maguelone et est d'origine romane (XIe siècle). Très remaniée, il ne reste de cette époque que le clocher et l'abside polygonale. On peut aussi observer un très spectaculaire portail ogival qui, bien que reconstruit, utilise des parties décoratives d'origine romane lui-aussi. L'entrée se faisait au fond de l'église, dans la rue du four. Mais au Moyen Âge, un parvis a été nécessaire pour les besoins des représentations données par les troubadours. Parvis impossible à réaliser dans la trop étroite rue du four, donc une fausse ouverture a été réalisée sur le côté au XIVe siècle, ouverture qui est l'ouverture actuelle.
L'église a été restaurée il y a quelques années[Quand ?], avec un dépavage des pavés cubiques du Moyen Âge pour installer le chauffage en sol et la conservation de seulement quelques pièces de ce pavage historique.
- Chapelle Notre-Dame de Baillarguet.

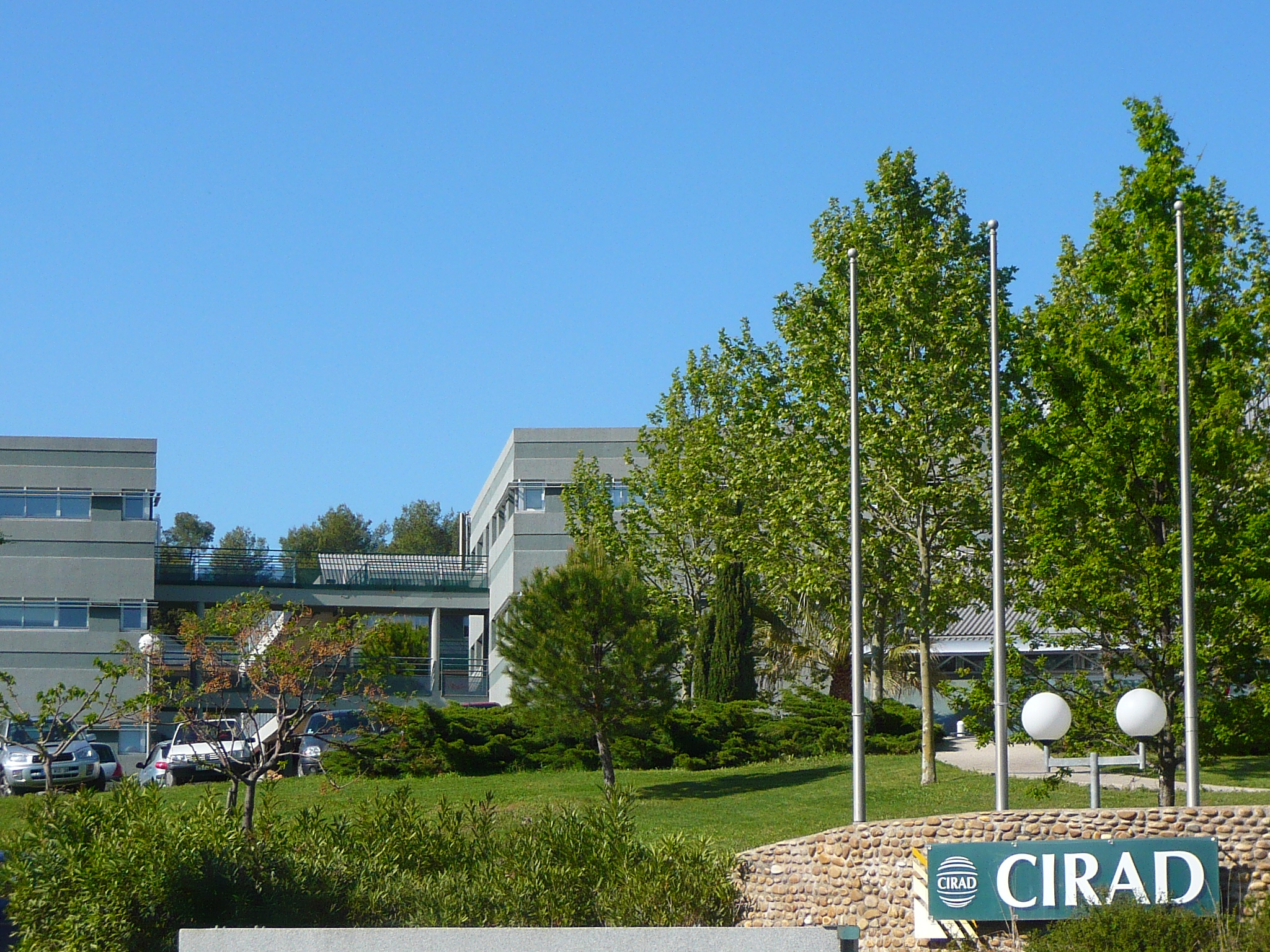
Le CIRAD à Baillarguet.

#### Agronomie, CIRAD
La commune abrite le siège du réseau international pour l'amélioration de la production de la banane et de la banane plantain, ainsi qu'une grande partie des installations du CIRAD (campus de Baillarguet).
Le CIRAD s'est installé d'abord sous le nom de Gerdat en 1974 sur la commune de Montferrier-sur-Lez à la Valette, avec une concentration d'autres instituts de recherche en agronomie. L'orphelinat du Lunaret avait été cédé à l'école d'agronomie, avec la ferme attenante, cela en faisait un lieu parfait pour l'installation du Gerdat. Le site connait une légère évolution avec cette nouvelle étape en 1985 : Gerdat devient CIRAD, et devient un institut de recherche pour le développement sous un centre unique. En 1991, il y a une absorption complète des divers instituts encore présents sur le site qui deviennent des départements du CIRAD. Enfin en 2007, le CIRAD opère une refondation des départements, avec trois pôles : mécanismes biologiques, systèmes de culture, territoires, politiques publiques et acteurs. Le siège social reste lui à Paris.
Le parc scientifique des « cubes » a été réalisé à la suite de la croissance du site de la Valette. Une pépinière d'entreprises spécialisées dans l'agronomie, et un département du CIRAD spécialisé dans les fruits ainsi que la direction du département s'y sont installés.
Pôle de Baillarguet : ce nouveau site ouvert en 2000 est spécialisé sur les questions de forêt, d'élevage et de santé animale, et on y trouve maintenant le siège du département Environnement et sociétés. Ce grand projet d'extension a pu être réalisé grâce à la réserve foncière du CIRAD à cheval sur Montferrier et Clapiers. On trouve autour du bâtiment du CIRAD, le centre australien de recherche en agronomie et le centre américain de la même spécialité. De grosses unités mixtes de recherche se sont ensuite greffées au complexe, comme une unité de recherche en pathologie. Un lycée va très prochainement[Quand ?] être mis en construction entre le hameau de Baillarguet et le pôle de recherche, contribuant à renforcer la fonction d'enseignement des lieux.

#### La colline de Baillarguet
La commune de Baillarguet, créée en 1790, est supprimée et rattachée à Montferrier en 1813. Toute la colline de Baillarguet appartient aujourd'hui à l'évêché. Une paroisse était là-bas, on trouve d'ailleurs les ruines d'une église dans les bois, Saint-Barthélémy-de-Baillarguet, également surnommée la Gleizasse (la vieille église en occitan). Construite au XIe siècle et détruite au XVIIe, elle avait une nef unique. Des fouilles archéologiques ont permis de dégager une quarantaine de tombes autour de ces ruines.
Il y a également sur Baillarguet une chapelle (Notre-Dame de Baillarguet, construite au XVIIIe siècle).
Depuis le siècle dernier se trouve aussi à Baillarguet la maison de retraite des prêtres de l'Hérault. Puis fut construite les Chênes Verts, la maison de retraite pour les pères de la Société des missions africaines, plus grande encore.

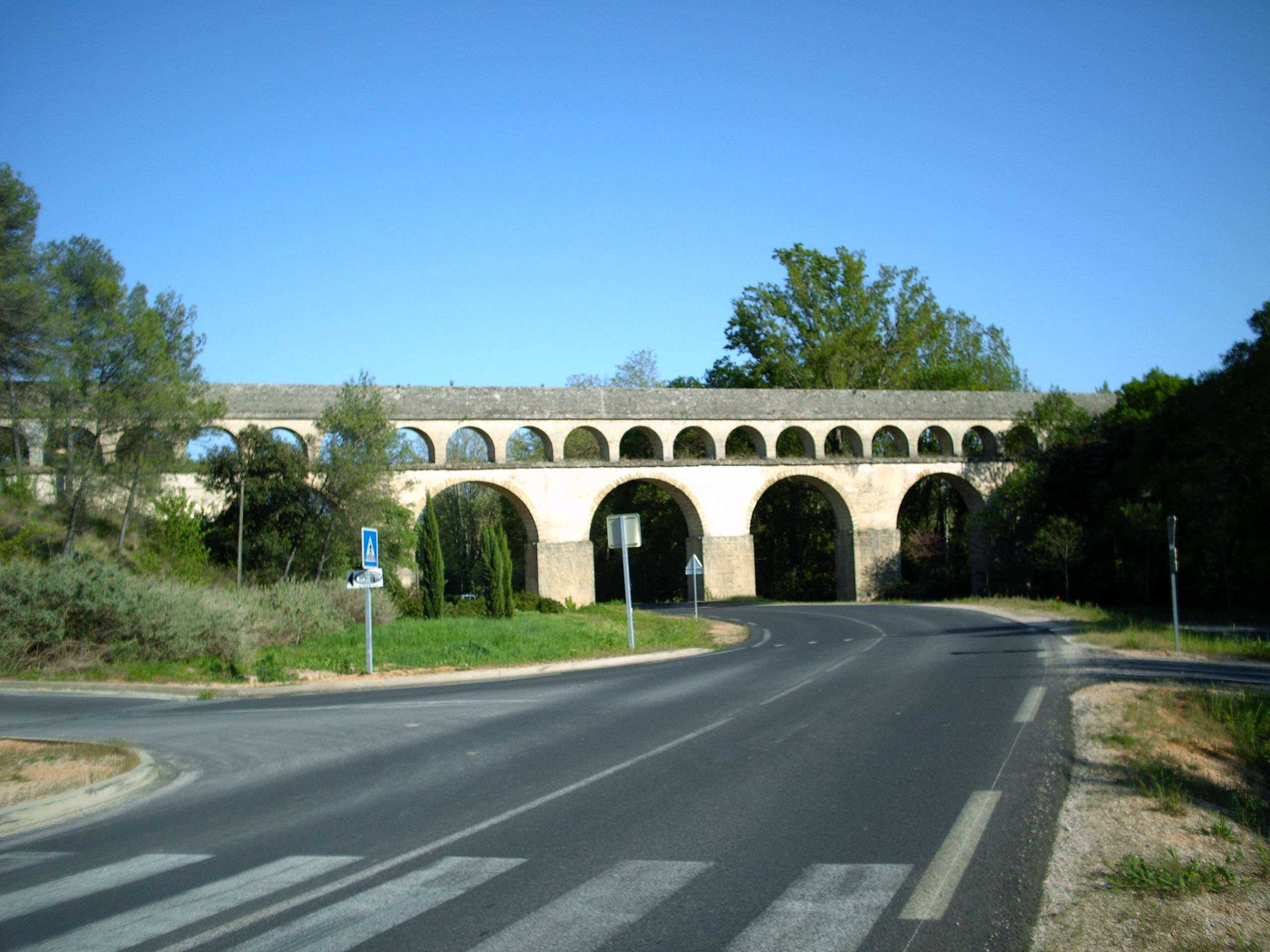
L'aqueduc de Montferrier.

#### L'aqueduc de la Lironde
Aqueduc de la Lironde, de son vrai nom l'aqueduc Saint-Clément, poursuite de l'aqueduc des Arceaux de Montpellier réalisé de 1753 à 1766. Il était destiné à alimenter Montpellier en eau potable depuis la source Saint-Clément, le Boulidou (en catalan : petite résurgence qui bouillonne). Conçu par l'ingénieur Henri Pitot, il traverse Montferrier tantôt en souterrain, tantôt au ras du sol (à flanc de colline non loin de la tannerie), tantôt en aérien (vers la Lironde, affluent du Lez).

#### Autres
- Une miellerie (Ruchers de la Hacienda) a repris la recette des « Grisettes de Montpellier » ;
- La distillerie coopérative intercommunale du « Pont du Lez »[50] : Construite en 1928, ce n'était pas une cave coopérative, ou une unité de production vinicole : on y récoltait simplement le marc qui était distillé sur place pour en faire de l'eau-de-vie. On y fabrique et on y stocke également des engrais jusque dans les années 1960. En 1988, on y installe un atelier d'extraction des tartrates. Elle ferme définitivement en septembre 1992, alors le rendement n'était plus suffisant pour sa modernisation. Désaffectée jusqu'en 2012, elle est réhabilitée pour la construction de logements en 2013 ;
- La tannerie Goulard (appartenant à la maison Ainé Goulard fondée en 1880[51] qui possédait également une peausserie à Nîmes): au début du siècle dernier[Quand ?], les peaux venaient de Mazamet, et elles étaient traités à Montferrier dans cette tannerie sur les rives du Lez qui employait une trentaine de personnes. Elle sera dévastée par une crue du Lez du 24 au 30 septembre 1933[52] puis réaménagée et enfin fermée il y a près de 25 ans, non pas par pénurie de travail mais par manque de modernisation. La mauvaise évacuation des eaux à l'époque posait des problèmes sanitaires. Actuellement[Quand ?], elle est en partie occupée par une entreprise de transport qui effectue des livraisons de sang.
- Le Devézou : ce centre culturel a été créé en 2003 pour pallier un besoin de place couverte et donc remplacer le trop petit foyer municipal d'alors, qui était mal placé et sans place de parking. Il sert maintenant de lieu d'accueil pour des manifestations culturelles comme des expositions, mais aussi pour des mariages ou des événements sportifs ;
- La place des Grèses : lieu convivial et de rencontre pour les habitants, elle a été réalisée au début des années 1990, afin de répondre au besoin de logements et à celui d'établir une structure commerciale en dehors du vieux village. On y trouve donc la Poste, le bureau de police municipale, la crèche parentale et un marché le mardi et le samedi matin. Elle est le théâtre de nombreux événements comme le repas républicain le 13 juillet et elle reçoit aussi des manifestations associatives. Ainsi, elle sert par exemple de lieu de départ aux "Pinèdes du Lez" journée du VTT organisée par l'association "Aqueduc" depuis une quinzaine d'années, une manifestation accueillant plus de 700 vététistes pour un parcours dans les pinèdes du Lez. La foire aux associations s'y tient également chaque année ;
- L'esplanade des Aigueillères : construite en même temps que la maison de retraite attenante au début des années 2000, elle sert principalement d'espace de loisirs. Le club de pétanque y a installé son local où se tiennent des réunions quotidiennes. Elle sert aussi de lieu convivial pour les familles puisqu'on y trouve une aire de jeux et une fontaine. Des manifestations annuelles s'y déroulent, comme la fête du 14-Juillet ou la fête de la Musique, des événements qui concernent l'ensemble du village ;
- Plusieurs moulins aujourd'hui en ruines se trouvent sur le Lèz : le moulin de Sijas[53] construit en 1831 sur autorisation du roi était une ancienne papeterie, le moulin Boudet[54] (attesté en 1932[55]).

### Personnalités liées à la commune
(Liste non exhaustive, classée en ordre croissant de dates de naissances)
- Antoine du Vidal (1621-1690), seigneur de Montferrier et de Baillarguet. Conseiller à la cour des comptes, aides et finances de Montpellier. Consul de la ville de Montpellier en 1687. Il fait hommage à Louis XV le 15 avril 1733. Il détruisit l'ancien château Féodal de Montferrier pour en reconstruire un dans le style Louis XIV ;
- Jean Antoine du Vidal, (1669-1733) seigneur de Montferrier et de Baillarguet ;
- Jean-Antoine du Vidal de Montferrier (1701-1786), deuxième du nom, 1er marquis de Montferrier, syndic général des États du Languedoc en 1721. Avocat à la cour des aides à Montpellier et membre de la Société royale des sciences de Montpellier ; il aura permis le passage en ses terres de l'aqueduc Saint Clément, faisant don également à cette institution d'une source, le « Boulidou » (nom donné aux résurgences de type karstique). Fondateur d'une loge maçonnique à Montpellier ;
- Jean Jacques du Vidal de Montferrier (1752-1829), 2e marquis de Montferrier, syndic général des États du Languedoc (où il succède à son père le 31 décembre 1787), il émigre en Suisse en 1793, puis devient administrateur général des hospices de Paris (1799), membre du Conseil général de la Seine, membre du Tribunat puis conseiller maître à la Cour des comptes et enfin chevalier de l'Empire (lettres patentes du 26 avril 1808). Membre de la loge impériale des Francs-Chevaliers et dignitaire du Grand Orient de France sous le Premier Empire. Il est le père de Julie Hugo, artiste peintre et belle sœur de Victor Hugo ;
- Jean Armand du Vidal de Montferrier (1801-1845), 3e marquis de Montferrier ;
- Antoine Edgard du Vidal de Montferrier (1832-1894), 4e marquis de Montferrier ;
- François-Xavier Fabre (1766-1837) était marmiton aux cuisines du château de Montferrier quand il était enfant[réf. nécessaire] ;
- Antoine Abel du Vidal de Montferrier (1861-1937), 5e marquis de Montferrier ; écrivain.
- Noël Boucheix (1900-1985), prélat catholique et missionnaire français ;
- Françoise Blanc (1936-2017), biologiste, morte à Montferrier-sur-Lez ;
- Kito de Pavant (1961-), skipper français ;
- Sandryk Biton (1974-), arbitre de football français.